# أكلز (أصادص)
أكلز هو دُوَّار يقع بجماعة أصادص، إقليم تارودانت، جهة سوس ماسة في المملكة المغربية. ينتمي الدوّار لمشيخة أصادص التي تضم 33 دوار. يقدر عدد سكانه بـ 14 نسمة حسب الإحصاء الرسمي للسكان والسكنى لسنة 2004.

## روابط خارجية
- البوابة الوطنية للجماعات الترابية
- المندوبية السامية للتخطيط